# Fábio Gomes (futebolista, 1997)
Fábio Roberto Gomes Netto (São Paulo, 25 de maio de 1997) é um futebolista brasileiro que atua como centroavante. Atualmente está no Mazatlán FC, do México.

## Carreira

### Oeste
Fábio Gomes iniciou na base do Nacional de São Paulo e do Grêmio Esportivo Osasco, tendo ido ao Grêmio Osasco Audax onde tornou-se profissional em 2017. Chegou ao Oeste ainda em 2017 e no ano seguinte o foi emprestado para o Carlos Renaux, de Santa Catarina. Voltando ao Oeste em 2019, teve uma ótima temporada ao fazer 15 gols em 32 partidas e sendo o vice-artilheiro da Série B de 2019 ao lado de Hernane Brocador, além de figurar na seleção do torneio de acordo com as estatísticas da competição levantadas pelo Globo Esporte.

#### Albirex Niigata
Seu empréstimo ao Albirex Niigata foi anunciado em 7 de janeiro de 2020. Perdendo alguns jogos por lesões, ao todo foram 19 partidas e cinco gols em sua primeira experiência internacional, retornando ao Oeste ainda em novembro de 2020.

#### New York Red Bulls
Em seu retorno o Oeste acabou rebaixado em 2020 à Serie C, mas Fábio foi um dos poucos destaques do clube com cinco gols em 15 partidas, foi novamente emprestado mas desta vez ao New York Red Bulls, dos Estados Unidos, sendo anunciado em 15 de janeiro de 2021. Até 19 de julho, Fábio consolidou-se no clube e conquistou a titularidade, contribuindo com dois gols e cinco assistências em seus 12 primeiros jogos.
Foi um dos destaques de uma equipe limitada que não era cotada como para avançar aos playoffs da MLS, tendo feito dois gols nas últimas três partidas do New York que garantiram quatro pontos necessários para a classificação. Pelo clube estadunidense, foram 31 partidas, sete gols e seis assistências.

### Atlético Mineiro
Em 7 de janeiro de 2022, Fábio foi anunciado como novo reforço do Atlético Mineiro, assinando contrato até dezembro de 2025 e utilizando a camisa 9. O valor da transferência e a porcentagem adquirida pelo clube mineiro não foram divulgados. Estreou em 26 de janeiro, no empate de 1–1 com o Vila Nova na estreia do Campeonato Mineiro. Atuou os 90 minutos, mas teve dificuldades na partida e não obteve uma boa atuação.
Em 2 de fevereiro, marcou seu primeiro gol com a camisa atleticana na goleada de 4–0 sobre o Uberlândia na 3ª rodada do Campeonato Mineiro. Antes do seu gol aos quatro minutos do primeiro tempo, já havia contribuído com uma assistência para Eduardo Sasha abrir o placar aos dois minutos. Em 26 de fevereiro, fez o gol da vitória de 3–2 sobre Pouso Alegre, aos 52 minutos do segundo tempo.
Após dois meses sem gols, voltou a marcar em 23 de maio, na vitória de 1–0 sobre o Brasiliense no jogo de volta da terceira fase da Copa do Brasil. Foi seu terceiro gol pelo galo e que ajudou clube mineiro a ser o primeiro a alcançar a marca de 350 gols na competição.
A não firmação no clube e a chegada de Alan Kardec ao elenco fizeram Fábio perder espaço no elenco, onde acabou sendo emprestado. Nessa passagem, disputou 16 partidas, marcou três gols e distribuiu duas assistências.

#### Vasco
Em 3 de agosto de 2022, foi mais uma emprestado, desta vez ao Vasco da Gama até novembro do mesmo ano, com opção de compra ao final. Foi apresentado dois dias depois, escolhendo a camisa 97 para utilizar.
Em 22 de outubro, Fábio fez seu primeiro gol com a camisa do clube em sua sétima partida, na vitória de virada sobre o Criciúma por 2–1 na 36ª rodada. Entrando no segundo tempo, fez de cabeça aos 40 do segundo tempo o gol que ajudava o clube no retorno à Primeira Divisão.
Em 30 de novembro, o cruzmaltino anunciou que não renovaria seu empréstimo. Foram nove partidas e um gol marcado.

#### Paços de Ferreira
Em 15 de janeiro de 2023, foi anunciado seu empréstimo mais uma vez, ao clube português Paços de Ferreira, até meio de 2023.
O clube português tinha até 30 de abril para exercer a cláusula de compra do atleta, mas não exerceu. Ao todo, disputou somente nove jogos e deu uma assistência, sem gols marcados, uma passagem apagada onde acabou voltando ao Galo em junho.

#### Juventude
Em 5 de julho de 2023, foi anunciado como novo reforço do Juventude por empréstimo até o final da temporada.
Porém no final agosto de agosto, o Galo solicitou o retorno de Fábio para concretizar um novo empréstimo ao Sydney FC, que havia ofertado pelo atleta. Antigo desejo do Jaconero, disputou apenas quatro partidas e não marcou gols, não conseguindo boas atuações no clube gaúcho. Fábio também estava sem atuar desde o dia 13 do mesmo mês após lesão sofrida em partida contra o Guarani, cujo estava se recuperando.

#### Sydney FC
Ao fim do empréstimo com o Juventude, em 12 de setembro de 2023 foi confirmado pelo Galo um novo empréstimo de Fábio ao clube australiano Sydney FC por um ano, com opção de compra ao final do período de 1 milhão de euros (5,3 milhões de reais). Fábio tinha proposto de outros países como Japão, Coreia do Sul e Catar, mas optou pela Austrália.
Fez sua estreia pelo clube australiano na semifinal da Copa Australiana contra o Melbourne City, entrando aos 82 minutos da vitória por 2–1 em 24 de setembro de 2023. Em 7 de outubro, Fábio fez dois gols na vitória de seu time por 3–1 sobre o Brisbane Roar na final da Copa da Austrália, sendo essa sua segunda partida. Entrando aos 20 minutos do segundo tempo, marcou o gol de empate e o último da partida.

#### Bolívar
Em julho de 2024, foi emprestado ao Bolívar.

## Estilo de jogo
Apesar da elevada estatura (1,92 m), Fábio é um centroavante que tem como característica sair da área e ajudar na construção de jogadas, além de boa movimentação. Também foi descrito como um jogador que faz bom uso de seu físico e com finalização forte em uma análise de um especialista que acompanhou-o durante sua passagem nos Estados Unidos.

## Títulos

### Atlético Mineiro
- Campeonato Mineiro: 2022

### Sydney FC
- Copa da Austrália: 2023